# Anthony Chavez
Pour les articles homonymes, voir Chavez.
Anthony Francisco Chavez, né le 22 octobre 1970 à Turlock en Californie, est un ancien joueur professionnel de baseball américain ayant évolué dans les Ligues majeures. 

## Joueur
Il est joueur universitaire des San Jose State Spartans jusqu'en 1992. En 1990, il effectue une pige au PUC à Paris en France et remporte la première victoire d'un club français face à un club italien lors de la Coupe d'Europe contre Rimini (11-4), alors champion d'Europe en titre. 
Sélectionné en 1392e position au 50e tour de repêchage de la Ligue majeure de baseball en juin 1992 par les Angels d'Anaheim, il fait ses débuts en MLB le 2 septembre 1997 contre les Rockies du Colorado. Il y évolue pendant 28 jours, lançant 9,2 manches pour une moyenne de points mérités de 0,93.
En 1999, il joue une saison pour les Vancouver Canadiens, une franchise AAA des A's d'Oakland, puis deux saisons en 2001 et 2002 pour les Tucson Sidewinders, une franchise AAA des Diamondbacks de l'Arizona.
Il termine sa carrière dans la Ligue indépendante atlantique pour les Atlantic City Surf de 2002 à 2005.

## Vie privée
Anthony Chavez est entraineur de baseball pour la Mountain View High School de Tucson, dans l'Arizona.

## Statistiques en Ligue majeure de baseball
| Statistiques de lanceur |        |   |    |    |     |   |   |    |     |    |      |
| Saison                  | Équipe | G | GS | CG | SHO | W | L | SV | IP  | SO | ERA  |
| 1997                    | LAA    | 7 | 0  | 0  | 0   | 0 | 0 | 0  | 9.2 | 10 | 0,93 |
| Totaux                  |        | 7 | 0  | 0  | 0   | 0 | 0 | 0  | 9.2 | 10 | 0,93 |